# Yoü and I
Pour les articles homonymes, voir You and I.
Singles de Lady Gaga
The Edge of Glory Marry the Night
Pistes de Born This Way
Electric Chapel The Edge of Glory
Yoü and I est une chanson de la chanteuse américaine Lady Gaga  issue de son troisième album studio Born This Way, écrite par Gaga et produite par Robert “Mutt” Lange. Lady Gaga a interprété la chanson en public pour la première fois le 28 juin 2010 lors du Monster Ball Tour à Montréal. Le 7 juillet, Gaga a annoncé que la chanson ferait partie de la liste des titres de son album Born This Way.
Yoü and I a été annoncée en tant que nouveau single par Gaga elle-même sur la radio KAMP-FM. Elle avait annoncé que le clip de Yoü and I serait son 1 000e tweet, mais des photos puis le clip fuitent sur YouTube et elle est contrainte de le diffuser deux jours avant la date prévue.
Le single s'est vendu à plus de 2 millions d'exemplaires aux États-Unis.
En France, le clip est diffusé sur CStar, MCM et MCM Top avec une signalétique -10 en raison de la nudité, en revanche sur les autres chaînes il est diffusé sans signalétique.

## Développement et sortie
Gaga explique que la chanson est « un peu rock and roll, donc elle ne sera probablement pas exploitée en tant que single ». 
La chanson parle de la relation qu'a eu Gaga avec son compagnon de l'époque, Lüc Carl. La chanson fut écrite chez elle, à New York, sur son premier piano.  Les paroles expliquent que Gaga a tenté de retrouver cet amour qu'elle avait perdu.
Le 5 mai 2011, Gaga interprète pour la première fois la chanson en version album (avec des guitares électriques et des chœurs) au Oprah Winfrey Show.
La chanson est un hommage à l'album Nebraska de Bruce Springsteen. Le guitariste Brian May, du groupe Queen, joue également dans la chanson.
Il existe actuellement plusieurs versions de la chanson. En effet, pour la sortie du single en radio, Lady Gaga a enregistré 50 versions différentes du titre, une pour chaque État américain. Ainsi par exemple, alors que dans la version originale elle chante « There's somethin' about my cool Nebraska guy », les auditeurs de Floride ont pu entendre « There's somethin' about my cool Florida guy ».

## Clip vidéo

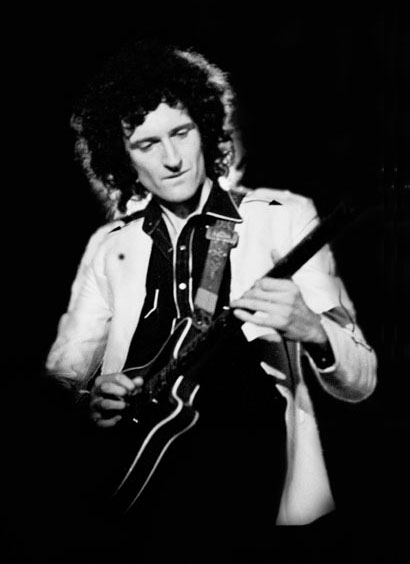
Brian May, guitariste du groupe Queen, a joué de la guitare sur Yoü and I.

### Développement
Le clip a été tourné à Springfield, dans le Nebraska. Dans la vidéo, Gaga marche de New York au Nebraska pour retrouver son petit ami. Gaga apparaît sous différentes formes, en femme-robot, en sirène, et également en tant que son alter-ego masculin, Jo Calderone.
Lady Gaga annonça que le clip serait son millième tweet. La vidéo était prévue en avant-première sur la chaîne MTV le 18 août, mais le 16 août, des photos du clip fuitent sur Internet, vite suivie par la vidéo, ce qui pousse Gaga à sortir le clip en avance.
C'est via Twitter que Gaga dévoile qu'elle a tourné cinq autres versions du clip de Yoü and I, réalisés par le duo de photographes Inez & Vinoodh. Les quatre premières versions concernent Gaga en nymphe, Gaga en femme-robot, Gaga en sirène ainsi que Gaga en Jo Calderone.

## Postérité
La chanson est interprétée dans un mashup avec You and I de Eddie Rabbitt et Crystal Gayle dans l'épisode 7 intitulé Même pas mal de la saison 3 de la série télévisée Glee par les personnages de Will Schuester (Matthew Morrison) et Shelby Corcoran (Idina Menzel).

## Liste des pistes et formats
| - Téléchargement Digital 1. You and I (Radio Edit) – 4:06 2. You and I (Mark Taylor Radio Edit) – 3:55 - CD single 1. You and I (Radio Edit) – 4:07 2. You and I (Mark Taylor Radio Edit) – 3:56 - UK 7" Picture Disc 1. You and I (Wild Beasts Remix) – 3:51 2. You and I (Metronomy Remix) – 4:20 | - You and I – The Remixes 1. You and I (Wild Beasts Remix) – 3:51 2. You and I (Mark Taylor Remix) – 5:02 3. You and I (10 Kings Remix) – 4:29 4. You and I (ATB Remix) – 8:08 5. You and I (Metronomy Remix) – 4:20 6. You and I (Danny Verde Remix) – 7:48 7. You and I (Hector Fonseca Remix) – 8:03 |

## Crédits
| - Lady Gaga – Chœurs, chant - Lady Gaga - Écriture | - Lady Gaga, Robert John Lange - Production |

Crédits extraits des lignes de note de la pochette album de Born his Way Streamline, Interscope Records, Kon Live.

## Classement et certifications
| Classement (2011)                | Meilleure position |
| -------------------------------- | ------------------ |
| Australie Singles Chart          | 14                 |
| Autriche Singles Chart           | 8                  |
| Belgique Tip Chart (Flandre)     | 4                  |
| Belgique Tip Chart (Wallonie)    | 4                  |
| Canada Hot 100                   | 10                 |
| République tchèque Airplay Chart | 26                 |
| France Singles Chart             | 98                 |
| Allemagne Singles Chart          | 21                 |
| Hongrie Airplay Chart            | 24                 |
| Irlande Singles Chart            | 32                 |
| Italie Singles Chart             | 19                 |
| Japon Hot 100                    | 8                  |
| Pays-Bas Single Top 100          | 83                 |
| Nouvelle-Zélande Singles Chart   | 5                  |
| Écosse Singles Chart             | 18                 |
| Slovaquie Airplay Chart          | 18                 |
| Suisse Singles Chart             | 32                 |
| Royaume-Uni Singles Chart        | 23                 |
| États-Unis Billboard Hot 100     | 6                  |
| États-Unis Adult Contemporary    | 15                 |
| États-Unis Adult Pop Songs       | 6                  |
| États-Unis Hot Dance Club Songs, | 1                  |
| États-Unis Pop Songs             | 7                  |

| Pays             | Certifications |
| ---------------- | -------------- |
| Australie        | Or             |
| États-Unis       | 3 × Platine    |
| Nouvelle-Zélande | Or             |

| Classement (2011)               | Position |
| ------------------------------- | -------- |
| Canada Hot 100                  | 65       |
| États-Unis Billboard Hot 100    | 71       |
| États-Unis Adult Pop Songs      | 41       |
| États-Unis Hot Dance Club Songs | 45       |
| États-Unis Pop Songs            | 45       |

## Historique de sortie
| Pays         | Date              | Format                               |
| ------------ | ----------------- | ------------------------------------ |
| États-Unis,  | 23 août 2011      | Mainstream radio                     |
| États-Unis,  | 20 septembre 2011 | Téléchargement digital – The Remixes |
| Royaume-Uni, | 18 septembre 2011 | Téléchargement digital               |
| Royaume-Uni, | 26 septembre 2011 | 7" Picture disc                      |
| Allemagne    | 30 septembre 2011 | CD single                            |